# Robyn Dawes
Robyn Mason Dawes (* 23. Juli 1936 in Pittsburgh; † 14. Dezember 2010 in Alliance, Ohio) war ein amerikanischer Psychologe, der sich auf Entscheidungstheorien spezialisiert hatte. Dabei verband er rational choice mit psychoanalytischen Theorien.
Dawes erhielt 1958 einen Bachelor of Arts in Philosophie an der Harvard University. Einen Master in klinischer Psychologie erwarb er 1960 an der University of Michigan, Ann Arbor, wo er 1963 auch in mathematischer Psychologie promovierte.
In seiner beruflichen Karriere lehrte er an der University of Oregon, wo er Dekan wurde und arbeitete am Oregon Research Institute. 1985 begann er seine Arbeit an der Carnegie Mellon University, wo er später ebenfalls Dekan wurde. Er erhielt die Mitgliedschaft in der American Academy of Arts and Sciences und wurde 2006 auch als fellow in die American Statistical Association gewählt. 2009 ging er in den Ruhestand.
Dawes starb 2010 an Parkinson.

## Werke
- Reid Hastie, Robyn Dawes: Rational Choice in an Uncertain World: The Psychology of Judgment and Decision Making. Sage Publications, 2010, ISBN 978-1-4129-5903-2 (englisch).
- Robyn Dawes: Everyday Irrationality: How Pseudoscientists, Lunatics, and the Rest of Us Fail to Think Rationally. Westview Press, Boulder, CO 2003 (englisch).
- Robyn Dawes: House of Cards: Psychology and Psychotherapy Built on Myth. Free Press, New York, NY 1996 (englisch).
- Robyn Dawes: The Fundamentals of Attitude Measurement. John Wiley & Sons, 1974 (englisch).
- Robyn Dawes: Mathematical Psychology: An Elementary Introduction (mit [[Clyde Coombs]] und [[Amos Tversky]]). Prentice Hall, 1970 (englisch).